# 마무트 스포츠 그룹
마무트 스포츠 그룹 AG(Mammut Sports Group AG, 구 아로바-마무트 AG, 마무트 AG)는 스위스의 등반, 설상 스포츠, 트레일 러닝 및 트레킹과 같은 산악 스포츠를 위한 의류 및 장비를 제조하는 업체이다. 이 회사는 원래 1862년에 밧줄 제조업체로 설립되었으며, 2021년부터 투자 회사인 텔레모스 캐피탈의 자회사이다.
마무트 스포츠 그룹은 런던 기반의 투자 회사 텔레모스 캐피탈에 프라이빗에쿼티 회사로 속한다. 회사는 스위스 제온에 본사를 두고 있으며, 유럽의 중앙 유통 창고는 바이에른의 볼페르츠슈벤덴에 위치한다.
마무트 스포츠 그룹은 약 800명의 직원을 고용하고 있으며, 자회사, 유통업체, 대리점을 통해 40개 이상의 국가에서 활동하고 있다. 국제적으로 여러 플래그십 스토어를 운영하며, 제온 본사에는 아웃렛도 운영한다.

## 역사

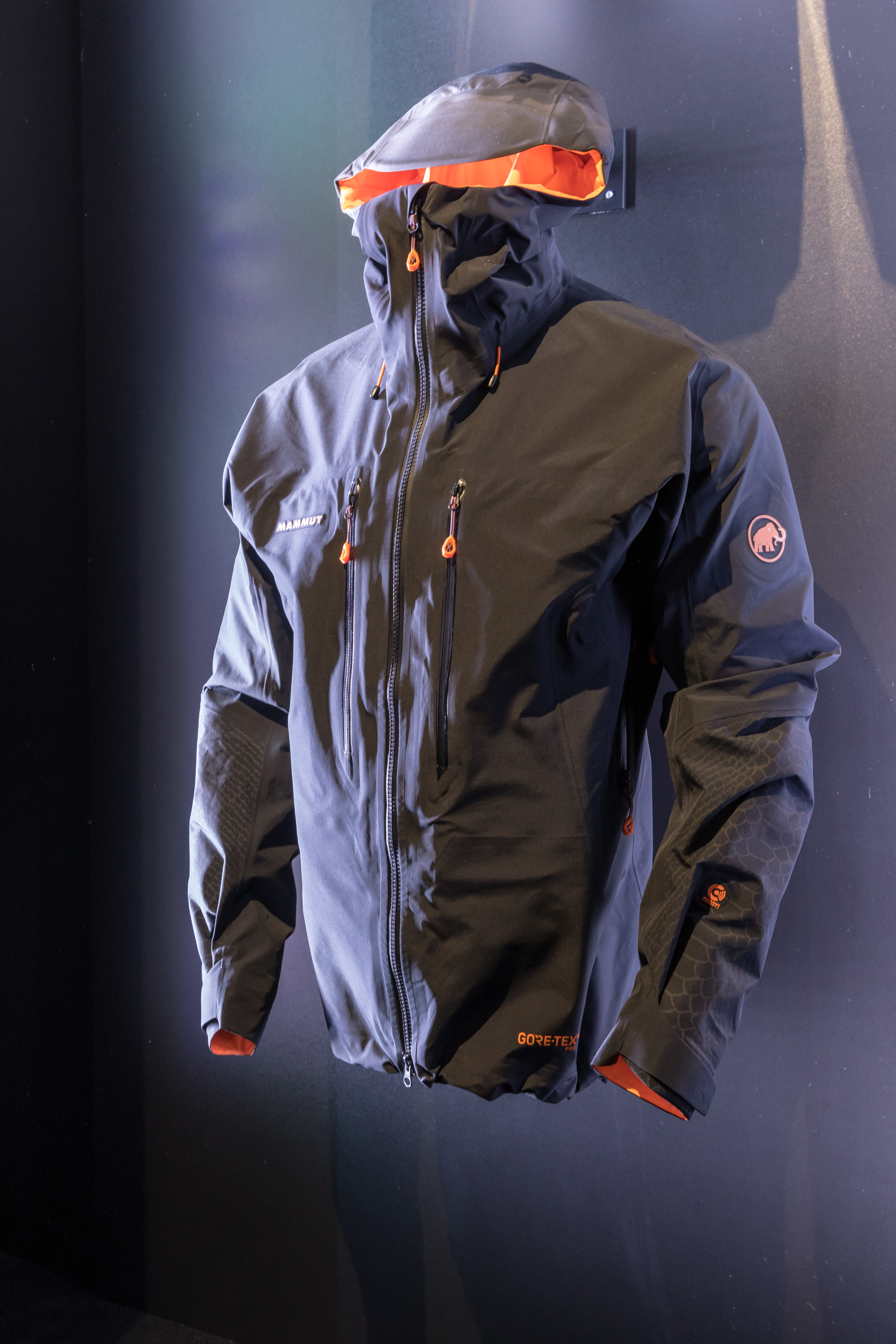
마무트의 아웃도어 재킷, 2018년

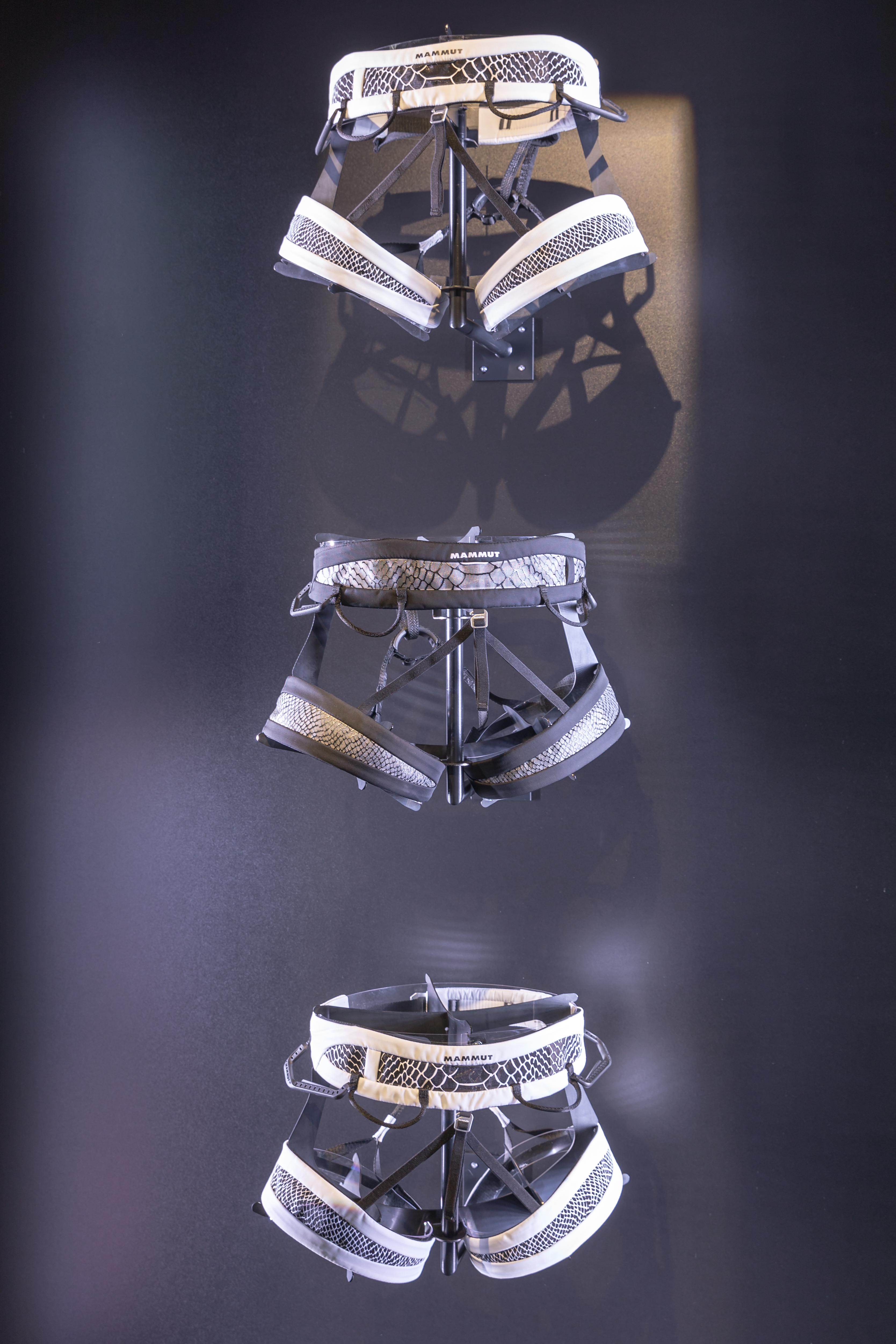
마무트 클라이밍 하네스, 2018년

### 19세기와 20세기
이 회사는 1862년 카스파르 타너에 의해 스위스 딘티콘 마을에 밧줄 공장으로 설립되었으며 1878년 인근 렌츠부르크로 이전했다. 1898년 카스파르의 아들 오스카가 회사를 물려받았으며, 회사는 특히 제1차 세계 대전 동안 크게 성장했다. 1919년부터 회사는 Seilwarenfabrik AG Lenzburg라는 이름을 사용했다. 오스카 타너는 1924년 회사를 떠났다.
1943년부터 Seilwarenfabrik AG Lenzburg의 제품은 마무트(Mammut) 브랜드로 판매되었으며, 브랜드 변경 시 매머드 (독일어: Mammut)가 회사 로고로 도입되었다. 1968년 스위스 헤벌라인 그룹이 회사를 인수하여 아로바 렌츠부르크 AG로 이름을 변경했다. 헤벌라인 그룹은 1982년 아로바 렌츠부르크 AG를 스위스 대기업 콘체타에 매각했으며, 콘체타는 1984년 이를 아로바 마무트 AG로 이름을 변경하고 1992년 스위스 제온으로 본사를 이전했으며, 이후 이 회사는 이곳에 기반을 두고 있다.
밧줄 공장의 원래 핵심 사업이 위기에 처하고 비슷한 밧줄 공장들이 문을 닫으면서, 이 회사는 1970년대와 1980년대에 걸쳐 점차 아웃도어 의류 제조업체로 발전했다. 회사 최초의 아웃도어 컬렉션은 1981년에 출시되었다. 1989년에는 배낭 제조업체인 퓌르스트를 인수했다.

### 21세기
새천년에 접어들어 2003년부터 마무트 스포츠 그룹 AG라는 이름을 사용하게 된 이 회사는 다른 여러 회사들을 인수하고 국제적인 활동을 확대했다. 2001년부터 노르웨이의 침낭 제조업체인 아융길라크(Ajungilak)가 마무트 스포츠 그룹의 일원이 되었다. 2003년 4월 1일, 이 그룹은 1909년에 설립된 스위스 신발 제조업체이자 라이헬 플렉손 스노우 부츠와 같은 주목할 만한 제품을 개발한 라이헬 스포르타르티켈도 인수했다. 라이헬은 이후 마무트 스포츠 그룹 내에서 산악, 트레킹, 하이킹 및 다기능 신발 하위 시장을 담당했다. 2009년 봄, 라이헬 브랜드는 통일된 브랜드 정체성을 위해 단종되었으며, 이후 제품들은 마무트 브랜드로 판매되고 있다. 2011년 7월 1일, 마무트 스포츠 그룹은 눈사태 에어백 제조업체인 스노우펄스(Snowpulse)를 인수했다.
2008년 한델스자이퉁의 한 보고서에 따르면 이 회사는 "히든 챔피언"에 속했다.
원래 중앙 유통 창고는 2012년 말까지 메밍겐에 위치했으나, 회사의 성장에 맞춰 확장이 필요해졌다. 2012년 말, 메밍겐 근처 볼페르츠슈벤덴에 새로운 중앙 유통 창고가 문을 열었으며, 회사의 물류도 제온에서 볼페르츠슈벤덴으로 이전되었다.
2016년 마무트 스포츠 그룹은 스위스 프랑의 강세와 그로 인한 스위스 내 높은 생산 비용 때문에 제온에서의 밧줄 생산을 중단했다. 등산용 밧줄 생산 설비는 오스트리아 회사 토이펠베르거에 매각되었다.
2019년 12월, 콘체타는 마무트 스포츠 그룹을 매각할 의사를 밝혔다. 콘체타는 그 이유로 핵심 사업인 판금 가공에 더 집중하기 위함이라고 설명했다. 2021년 4월, 마무트 스포츠 그룹이 런던 기반의 투자 회사 텔레모스 캐피탈에 매각될 것이라고 발표되었으며, 이 회사의 설립자이자 회장은 야콥스 가문의 필리프 야콥스이다. 매각 완료는 2021년 6월 30일에 발표되었다.
2023년, 마무트 스포츠 그룹은 중국과 일본에 이어 아시아 사업을 더욱 확장하여 대한민국으로 사업 활동을 확대했다. 2024년부터 마무트는 간접 판매 회사인 마무트 스포츠 그룹 오스트리아 GmbH가 중단된 후 직접 판매 회사로 오스트리아 시장을 관리하고 있다. 2024년 가을부터 오스트리아 시장은 새로 설립된 자회사를 통해 커버될 예정이며, 이는 스위스와 독일과 같은 국가에서 이미 시행되고 있다.
마무트 스포츠 그룹은 2025년 1월 트레일 하우스 세일즈 & 마케팅 그룹 및 레드스톤 웨스트와 파트너십을 맺어 판매 네트워크를 확장했다. 이 파트너십은 트레일 하우스와 레드스톤 웨스트가 이미 커버하고 있던 더 많은 미국 서부 지역으로 마무트를 확장시킨다.

## 제품 및 브랜드

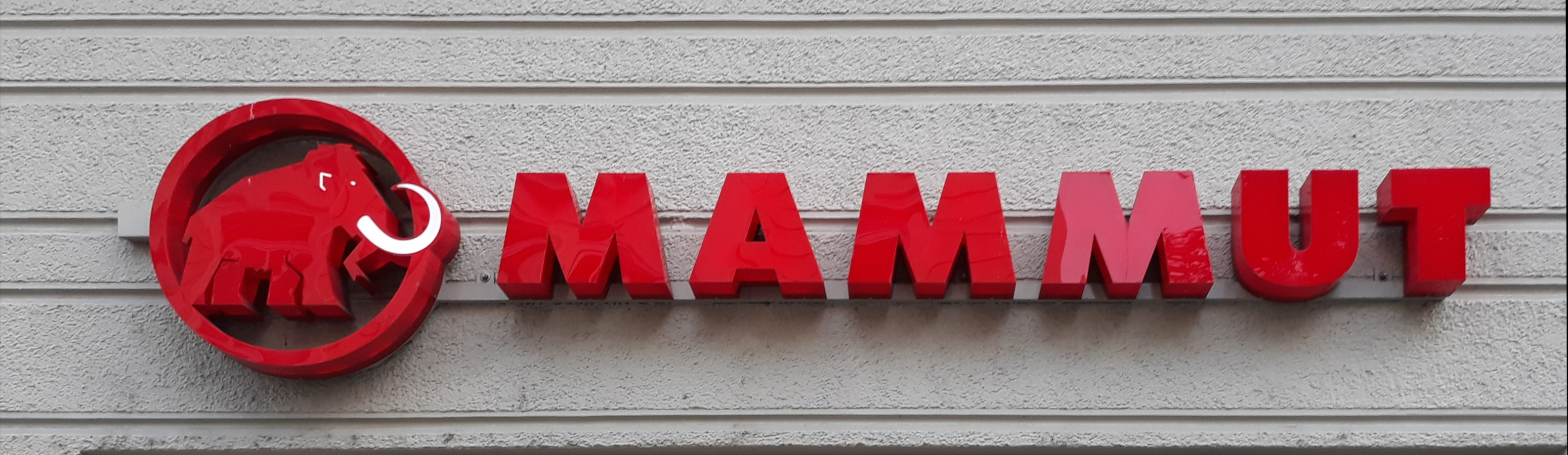
뮌헨에 위치한 마무트 플래그십 스토어 간판

마무트 브랜드는 아웃도어 의류, 배낭, 침낭, 등반 로프 및 클라이밍 하네스를 생산한다. 등반 장비와 액세서리는 매출의 약 3분의 1을 차지한다. 아웃도어 의류는 산악 스포츠, 하이킹, 스키, 트레일 러닝 및 기타 활동에 적합하다. 마무트의 아이거 익스트림 컬렉션은 익스트림 등반의 조건에 맞춰 설계되었으며, 전문 운동선수들과의 협업으로 개발되었다.
이 회사는 또한 배리복스 브랜드로 눈사태 비컨을 제공한다. 주요 마무트 브랜드 외에 마무트 스포츠 그룹은 아융길라크 (침낭), 루시도 (헤드램프), 라이헬 (신발)을 독립 브랜드로 포함시켰다. 이 회사는 이제 마무트만을 주요 브랜드로 유지하고 있다 (예를 들어, 라이헬은 2009년경 단종되었다).

여러 마무트 제품은 2023년과 2024년 국제 스포츠용품 박람회 (ISPO)에서 ISPO 어워드를 수상했다.

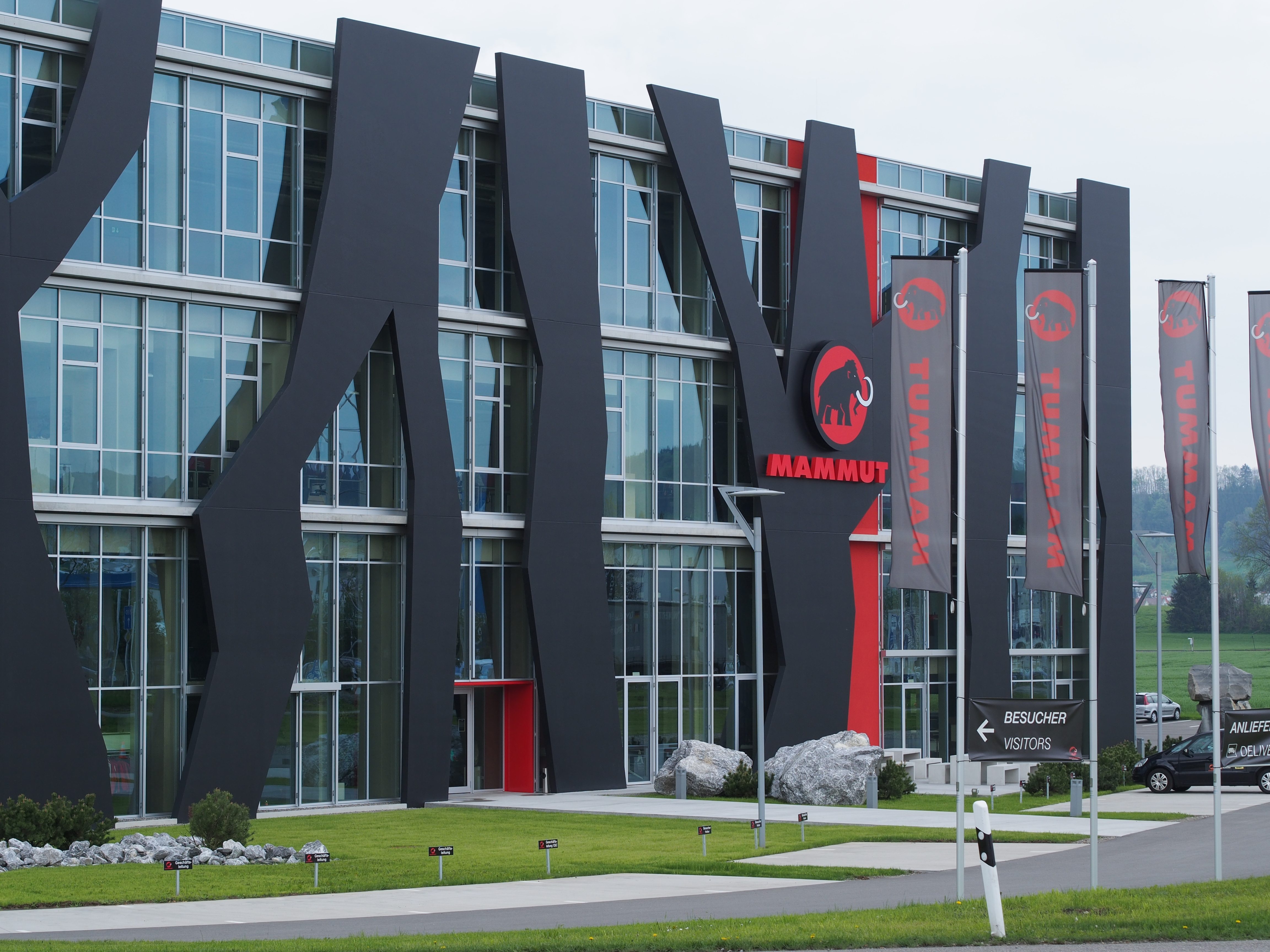
볼페르츠슈벤덴에 있는 마무트의 독일 본사

## 기업의 사회적 책임 및 후원
2010년, 비정부 기구인 퍼블릭 아이는 77개 패션 브랜드를 대상으로 설문조사와 인터넷 조사를 통해 생산국의 노동 조건 기준을 비교했다. 마무트 스포츠 그룹 AG는 5개 범주 중 최고 등급인 '어드밴스드(Advanced)'로 분류되었다. 마무트 스포츠 그룹은 페어 웨어 재단의 회원이며, 공급망 투명성을 인정받아 여러 차례 수상했다.
회사에 따르면, 2025년까지 공급망에서 환경에 유해한 과불화화합물을 제거하는 것을 목표로 삼았다. 2021년 마무트 스포츠 그룹은 독일 국가 지속가능성상을 순환 경제 프로젝트로 수상했다. 이 회사는 2024년 이산화 탄소 목표 달성이 보너스 금액에 중요하다고 선언했다.
2024년 마무트 스포츠 그룹은 후원 계약의 일환으로 2024년 하계 올림픽에서 독일 스포츠 클라이밍 팀에 의류를 지원했다. 마무트 스포츠 그룹은 2024년 기준으로 모리 아이, 아담 온드라, 제레미 하이츠, 야코프 슈베르트, 스테판 지그리스트 및 나딘 발너를 포함하여 스키, 등반, 등산 분야의 전문 운동선수들을 후원한다. 동시에 이 선수들은 회사의 제품을 극한 조건에서 시험하는 데 활용된다.

## 참고 문헌
- Mammut, 150 Years, 150 Stories Jubiläumsbuch 150 Jahre Mammut (in German). 취리히: AS Verlag, 2011. ISBN 978-3-909111-87-9.